# Loei (provins)
Loei (thai: เลย) är en thailändsk provins (changwat). Den ligger i den nordöstra delen av Thailand. Provinsen hade år 2000 607 083 invånare på en areal av 11 424,6 km².

## Administrativ indelning
Provinsen är indelad i 14 distrikt (amphoe). Distrikten är i sin tur indelade i 89 subdistrikt (tambon) och 839 byar (muban).